# Kateřina Dolgorukovová
Princezna Kateřina Michajlovna Dolgorukovová někdy také Dolgoruká (rusky Екатери́на Миха́йловна Долгору́кова (Долгору́кая), 14. listopadu 1847, Volyňská gubernie – 15. února 1922, Nice) byla ruská aristokratka, kněžna z knížecího rodu Dolgorukovových. Kateřina byla od roku 1866 favoritkou (dlouhodobou milenkou) ruského cara Alexandra II., další příčinou poklesu autority cara v očích rodiny i veřejnosti. Po smrti carevny Marie Alexandrovny roku 1880 se stala jeho morganatickou manželkou (níže postavenou partnerkou, pro její nižší původ z hlediska společenské hierarchie) a získala titul kněžny Jurjevské.

## Původ
Kateřina se narodila jako dcera knížete Michaila Michajloviče Dolgorukova a jeho manželky Very Gavrilovny Višnevské. Byla přímým potomkem Anastázie Romanovny, manželky knížete Borise Michajloviče Lykova-Oblenskiho. Anastázie byla dcerou Nikity Romanoviče, známého také jako Nikita Romanovič-Zahreňsko-Jurjev, který byl jedním z významných bojarů carského Ruska. Jeho vnuk Michail I. založil dynastii Romanovců, budoucích ruských carů. Kateřina tak byl z otcovy strany neteří carevny Anastasie Romanovny.

## Vzhled a osobnost
Jeden ze současníků popsal mladou Kateřinu jako středně vysokou ženu s elegantní figurou, hedvábně světlou kůží, s očima vystrašené gazely, smyslnými rty a světlými kaštanovými kadeřemi.
Kateřinin synovec, velkovévoda Alexandr Michajlovič, o ní napsal: „Nemůžu z ní spustit oči – mám rád ten její smutný výraz na jejím krásném obličeji a záři jejích blonďatých vlasů.“
Někteří dvořané ji popisovali jako vulgární a ošklivou. Konstantin Petrovič Pobědonoscev o ní napsal: „Její oči samy o sobě byly přitažlivé, avšak její pohled nemá hloubku. Vyzařuje z ní naivita a hloupost.“

## Milenka Alexandra II.

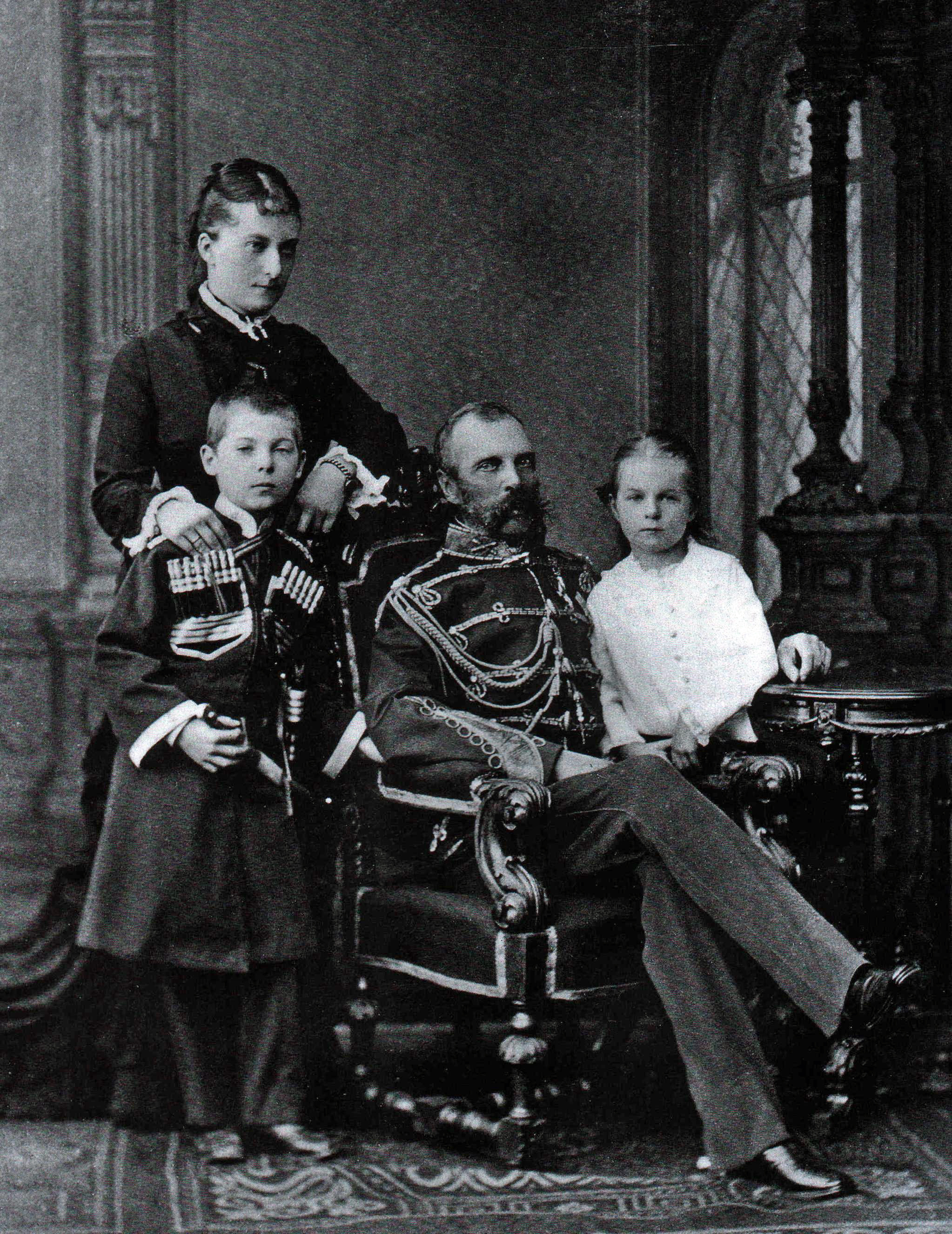
Car Alexandr II. spolu s Kateřinou a dětmi Georgijem a Olgou

Kateřina se poprvé setkala s Alexandrem v roce 1859, kdy navštívil panství jejího otce. Při oslavách 150. výročí vítězství Petra Velikého nad švédským králem Karlem XII. pozoroval vojenské manévry nedaleko Poltavy. Později k ní podotkl: „Seznámil jsem se s tebou, když ti bylo 11 let a od té doby jsi čím dál krásnější.“
Po smrti jejího otce, který neměl v tu dobu žádné peníze, byla Kateřina se svou sestrou poslána do Smolného institutu v Petrohradě, kde se vzdělávaly dcery významných šlechticů. Její matka nastoupila do služeb ministra Adlerberga, který zařídil, aby Alexandr platil studium jejím čtyřem synům.
Na podzim roku 1864, při návštěvě Smolného institutu, se Alexandr setkává se šestnáctiletou Kateřinou znovu. Kateřina měla liberální názory, které si vytvořila během svého studia a s Alexandrem je probírala. Později ji zaměstnal jako dvorní dámu své manželky, která se léčila s tuberkulózou.
Kateřina měla cara velmi ráda a užívala si to, že jej může doprovázet. Nechtěla se však stát jednou z jeho mnoho milenek. Díky své matce a ředitelce institutu se držela od cara dál a jejich milostný poměr začal až v červenci roku 1866. V tu dobu jí bylo líto úmrtí carova nejstaršího syna Nikolaje Alexandroviče a také samotného cara, na nějž byl navíc spáchán pokus o atentát. Její matka zemřela dva měsíce před tímto incidentem. Té noci jí podle jejích zápisků car řekl: „Nyní jsi moje tajná manželka. Slibuji, že jakmile budu volný, ožením se s tebou.“ To se později skutečně stalo. Alexandr a Kateřina ovšem ještě před uzavřením manželství 18. července 1880 zplodili tři potomky.
Alexandr trval na tom, aby byla Kateřina s jejich dětmi nablízku. Vídal se s ní třikrát až čtyřikrát týdně, když byla za pomoci policie přemístěna do soukromého apartmánu v Zimním paláci a několikrát denně si posílali písemné vzkazy, kde převážně rozebírali své city a lásku. Když byla Kateřina těhotná, napsal jí car dvacetiosmistránkový dopis, kde jí sliboval, že již nikdy nebude s žádnou jinou ženou, včetně své manželky. V květnu roku 2007 bylo 29 dopisů publikováno a prodáno v dražbě za vysoké částky. V jednom z dopisů namaloval car Alexandr nahou Kateřinu, pronajal jí sídlo v Petrohradě a neustále na ni myslel.
Alexandr a Kateřina vynaložili velké úsilí, aby byl jejich vztah utajen. V dopisech se nepodepisovali svými jmény a intimní styk označovali výrazem „flámování“. Když v únoru roku 1876 navštívila doktora se svým třetím dítětem Borisem, trvala na porodu v Zimním paláci v carových komnatách. Malý Boris byl po porodu přemístěn do jejího apartmá, zatímco Kateřina se devět dní zotavovala v paláci. Boris se nakazil chřipkou a o pár týdnů později zemřel.
Alexandrova rodina s tímto vztahem nesouhlasila. Kateřina byla nařčena z úmyslu stát se carevnou a ovlivňování Alexandra liberálními myšlenkami. Nakonec byla zasnoubena s bezohledným obchodníkem. 1. března 1880 došlo k explozi v jídelně Zimního paláce. Alexandr okamžitě běž do Kateřininých komnat a hledal ji, aby jí mohl pomoci s případnými zraněními. Carův zeť Alexandr Hesensko-Darmstadtský zuřil a úplně zapomněl na carevnu Marii, která se v paláci také nacházela a mohla být terčem atentátu.
Ze strachu, že cílem atentátu by mohla být Kateřina, ji Alexandr nechal přemístit spolu s dětmi do třetího patra paláce. Mezi dvořany se vykládalo, že nemocná carevna Marie musí poslouchat křik dětí Kateřiny, avšak jejich komnaty od sebe byly poměrně vzdálené. Ačkoliv byl car v minulosti své manželce nevěrný vícekrát, po započetí vztahu s Kateřinou přestal mít o svou ženu, která mu porodila 9 dětí, zájem. Marie ovšem měla od lékařů zakázaný styk i s carem, aby nešířila nákazu tuberkulózou. Carevna Marie se chtěla s dětmi Kateřiny setkat, Alexandr tedy vzal své nejstarší děti Georgije a Olgu k posteli své ženy. Během emotivního setkání, kdy umírající carevna, obě děti políbila a požehnala jim, byli car i Alexandra zavaleni slzami.

## Manželství s Alexandrem II.
Krátce po skonu carevny, se Alexandr rozhodl oženit s Kateřinou. V den její smrti Alexandr napsal: „Můj dvojí život dnes skončil. Je mi to líto, ale Kateřina nedokáže skrýt svou radost. Neustále mluví o tom, jak by náš vztah mohl být konečně veřejný, což mě zabíjí. Udělám pro ni vše, ale zároveň nesmím udělat nic proti zájmu státu.“ Následujícího dne se Alexandr rozhodl s Kateřinou oženit, musel však počkat do konce období smutku. Slíbil jí, že dne 1. srpna 1881 ji prohlásí za carevnu. Garantoval jí titul kněžny Jurjevské a legitimizaci jejich potomků, ale stanovil, že jako děti z morganatického svazku nemají nárok na trůn.
Navzdory veškeré kritice se Alexandr se svou dlouholetou milenkou oženil a jejich vztah začal být veřejnou záležitostí, nicméně jejich manželství nebylo ruskou veřejností vnímáno pozitivně.
V memoárech velkovévody Alexandra Michajloviče byl car popisován jako pubertální chlapec kdykoliv byla Kateřina v jeho přítomnosti a ona mu jeho náklonnost vřele opětovala. O svém štěstí car napsal své sestře, královně Olze Württemberské: „Vzdala se všech svých radovánek a jiných činností, kterými se ženy v jejím věku zabývají. Přislíbila milovat mě a starat se o mě až do konce života. Nevměšuje se do žádných politických záležitostí, i přesto, že je z toho často obviňována. Žije jen pro mě a naše děti.“
Kněz Baženov, který jej kdysi oddával s carevnou Marií, jej tentokrát odmítl oddat. Jeho přítel z dětství, Adlerberg, se jej snažil přemluvit, aby počkal alespoň rok od úmrtí své první ženy, což by nevzbuzovalo takové emoce. Darja Tyčevová, jedna z dvorních dam zesnulé carevny Marie, se chtěla vzdát svého místa u dvora. Svěřila se Alexandře Tolsté, že pokud by nerezignovala, nemohla by snést službu kněžně Jurjevské, aniž by jí při tom neplivla do obličeje. Dvořan Konstantin Petrovič Pobědonoscev napsal: "Velmi mě pobuřuje, když vidím Kateřinu na místě drahé, moudré a půvabné carevny Marie."

Také Alexandrova rodina byla kvůli tomuto sňatku velmi rozladěná. Jeho jediná legitimní dcera, velkovévodkyně Marie Alexandrovna otci napsala: „Modlím se, abychom ti já a moji mladší bratři, kteří byli matce nejbližší, mohli jednoho dne odpustit.“ Jeho švagrová, kněžna Cecilie Bádenská, prohlásila: „Nikdy toto intrikánské dobrodružství nepochopím. Nenávidím ji!“ Jeho snacha, vévodkyně Marie Meklenbursko-Zvěřínská, napsala, že doufá, že se carovy oči otevřou a uvědomí si, jaká kreatura ovládá jeho myšlení a svírá jej ve svých spárech. V únoru roku 1881, kdy v Zimním paláci probíhala svatební hostina, odmítla velkovévodkyně Marie Fjodorovna Kateřinu políbit. To Alexandra rozčililo a pronesl: „Saša (budoucí car Alexandr III.) je dobrý syn, ale ty - nemáš žádné srdce.“ Velkovévodkyně Marie odmítala nechat své děti ve společnosti dětí Kateřiny. Velkovévoda Michail Nikolajevič poté Kateřině poslal omluvný dopis, za rodinu, jejíž chování se mu zdálo až příliš chladné. Kateřina později prohlásila, že chování Alexandrovy rodiny chápe, ale že by neměli zapomínat, že je manželkou jejich panovníka. Často mluvila o členech rodiny jako o příšerách. 

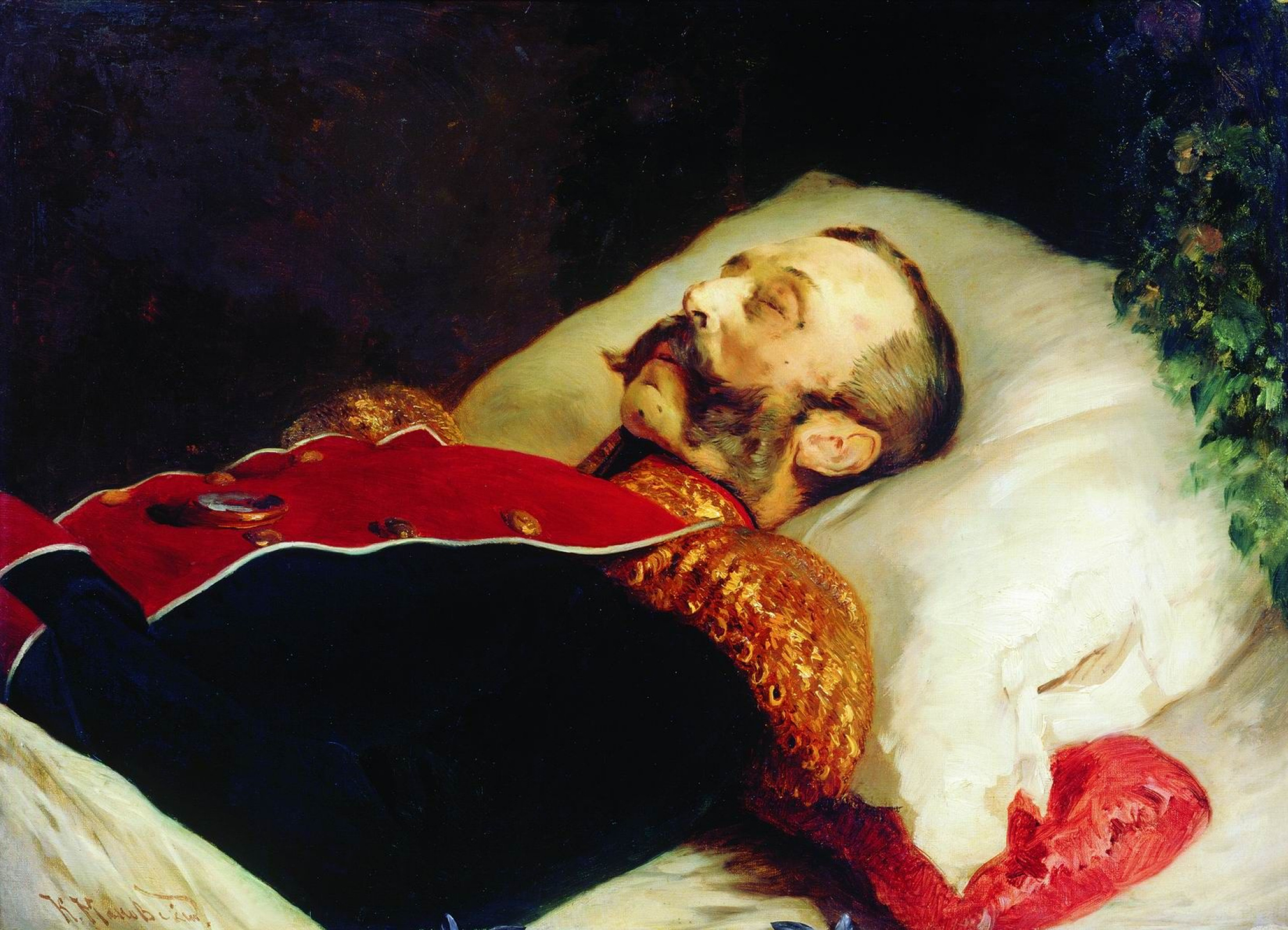
Car Alexandr II. na smrtelné posteli v roce 1881

Panovaly obavy, že Alexandr jmenuje svou ženu carevnou a legitimizuje tak své levobočky, kteří by se stali následníky trůnu. Během rodinné večeře se totiž Alexandr zeptal své sedmiletého syna Georgije, nejstaršího syna Kateřiny, zda by se rád stal velkovévodou. Kateřina jej ale okřikla, aby od těchto slov upustil, rodina ji však okamžitě začala podezřívat.
I když spolu jako manželé byli velmi šťastní, politická situace se zhoršovala a na jejich život byl vržen stín výhrůžek a atentátů. 13. března 1881 byl na Alexandra spáchán úspěšný atentát. Toho dne jej Kateřina prosila, aby nechodil ven, jelikož měla tušení, že se stane něco zlého. Alexandr ji však nevyslyšel a odešel. O několik hodin později jej přivezli zpět do paláce krvácejícího a smrtelně raněného.
Jakmile se Kateřina doslechla, co se stalo, utíkala napůl oblečená ze svých komnat k umírajícímu manželovi. Alexandr Michajlovič později napsal ve svých memoárech, že její růžovobílé negližé bylo celé promáčené carovou krví. Na jeho pohřbu musela Kateřina a její tři děti stát ve vchodu do chrámu, neboť carská rodina jí neumožnila být u rakve a ceremoniálu se mohli účastnit pouze odděleně od zbytku rodiny.

## Pozdější život

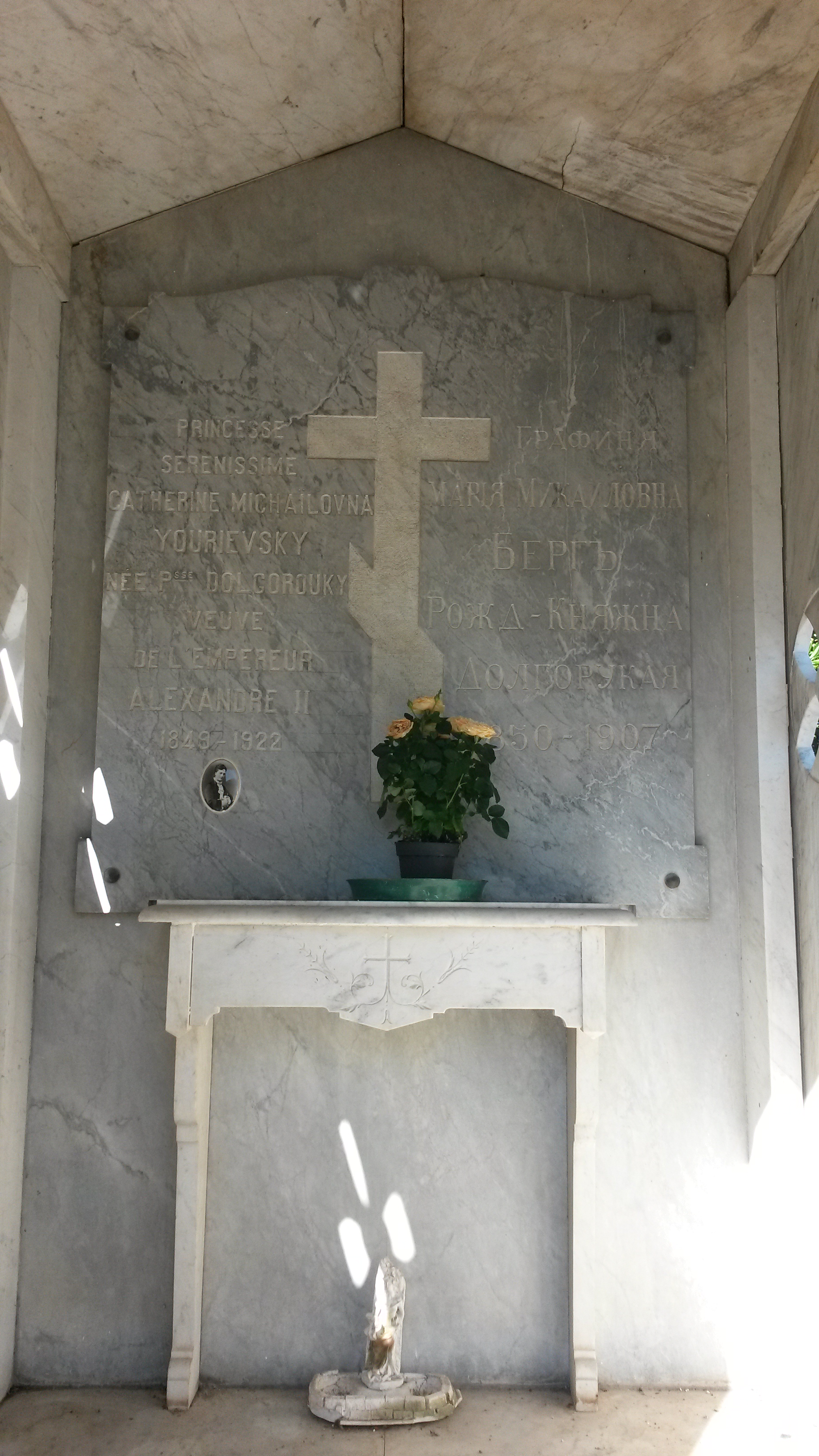
Hrob Kateřiny v Nice ve Francii

Po carově smrti získala Kateřina vlastní bydlení a rentu 3,4 milionu rublů. Souhlasila s tím, aby se vzdala práva na život v Zimním paláci a v jiných královských apartmá. Bez cara o toto bydlení ani nestála. Usadila se v Paříži na riviéře, kde se stala známou díky svému luxusnímu oblékání, spoustou služebnictva či soukromého kupé ve vlacích. Rodina Romanovců na ni i její děti i nadále pohlížela s despektem. Car Alexandr III., syn jejího zesnulého manžela, na ni měl nasazené špiony, kteří sledovali její chování ve Francii. Velkovévoda Georgij Alexandrovič se často vymlouval na zdravotní obtíže, aby se s ní mohl v roce 1895 setkat. Car Mikuláš II. poznamenal, že Kateřina byla velmi uražená, když odmítl sponzorovat svatbu její dcery Olgy s hrabětem Merenburským. Jeho matka, carevna vdova, byla tímto nápadem zděšena a právě proto car odmítl jakoukoliv účast. Kateřinin syn Georgij vstoupil do ruské armády, kde však nebyl úspěšný a byl namísto toho přesunut na univerzitu.
Kateřina přežila svého manžela o 41 let. Zemřela nedlouho poté, co utratila všechny své peníze.

## Potomstvo
Kateřina a Alexandr měli společně 4 děti. Nosili titul princů a princezen, neměli však nárok na ruský trůn;
- Georgij Alexandrovič Jurjevský (12. května 1872 – 13. září 1913), oženil se s hraběnkou Alexandrou von Zarnekau
- Olga Alexandrovna Jurjevská (7. listopadu 1873 – 10. srpna 1925), provdala se Georga Nikolase, hraběte z Merenburgu
- Boris Alexandrovič Jurjevský (23. února 1876 – 11. dubna 1876), zemřel na chřipku jako kojenec
- Kateřina Alexandrovna Jurjevská (9. září 1878 – 22. prosince 1959), provdala se za knížete Alexandra Vladimiroviče Barjatinského, podruhé se provdala po jeho smrti za Sergeje Obolenského.

## Odraz v kultuře
- film Káťa, Francie 1959, režie Robert Siodmak[5]